# Altdänischer Vorstehhund
Der Altdänische Vorstehhund ist eine von der FCI (Nr. 281, Gr. 7, Sek. 1.1) anerkannte dänische Hunderasse.

## Herkunft und Geschichtliches
Im 18. Jahrhundert wurde er in Dänemark aus dem Bloodhound herausgezüchtet. Im 20. Jahrhundert kam die Zucht fast zum Erliegen. Nach dem Zweiten Weltkrieg fanden sich aber Züchter, die diese Rasse vor dem Untergang bewahrten. In Dänemark ist er mittlerweile ein beliebter Sporthund im Bereich Suchen und Apportieren. Auch als Diensthund wird er im Bereich Sprengstoffhund und Drogenfahndung eingesetzt. Außerhalb seiner Heimat ist diese Hunderasse kaum verbreitet.

## Beschreibung
Der Altdänische Vorstehhund ist ein bis zu 60 cm mittelgroßer und bis 35 kg schwerer Hund – Hündinnen sind mit 26 kg bis 31 wesentlich leichter und auch kleiner als Rüden mit 30 bis 35 kg. Das Fell ist dicht, kurz und kräftig. Die Fellfarbe ist weiß mit braunen Platten oder brauner Sprenkelung; ein dunkles Kastanienbraun wird bei der Zucht bevorzugt. Die Rasse besitzt jagdhundtypische, mittelgroße Hängeohren, welche ein Erbe des Bloodhounds sind.

## Wesen
Der Altdänische Vorstehhund jagt etwas langsamer als z. B. der englische Pointer, wodurch er bei der Jagd keine unnötige Unruhe hineinbringt. Er hält stets Kontakt zum Jäger. Bei der Jagd kann er nicht nur als Spür- und Vorstehhund eingesetzt werden, sondern wegen seiner ausgezeichneten Nasenleistung auch als Schweißhund.

## Verwendung
Ursprünglich ist der Altdänische Vorstehhund ein Jagdhund, er wird aber auch als Begleithund, Drogen- und Sprengstoffspürhund verwendet.